# CD-ROM Today
CD-ROM Today foi uma revista de informática publicada entre os anos de 1993 e 1996 pela Internet Publishing nos Estados Unidos. Inicialmente bimestral e posteriormente mensal, chegou a ser vendida também no Brasil. Foi a revista de tecnologia mais vendida no ano de 1996 nos Estados Unidos. No mesmo ano, foi dividia em duas, a MacAddict (hoje MacLife) para usuários de iOS, e Boot (hoje Maximum PC) para usuários Windows.